# Indaiatuba
Indaiatuba – miasto i gmina w Brazylii, w stanie São Paulo. Znajduje się w mezoregionie Campinas i mikroregionie Campinas.
W mieście ma siedzibę klub piłkarski EC Primavera.